# Rhodolaimus pini
Rhodolaimus pini är en rundmaskart. Rhodolaimus pini ingår i släktet Rhodolaimus och familjen Bunonematidae. Inga underarter finns listade i Catalogue of Life.